# Maréchal Foch

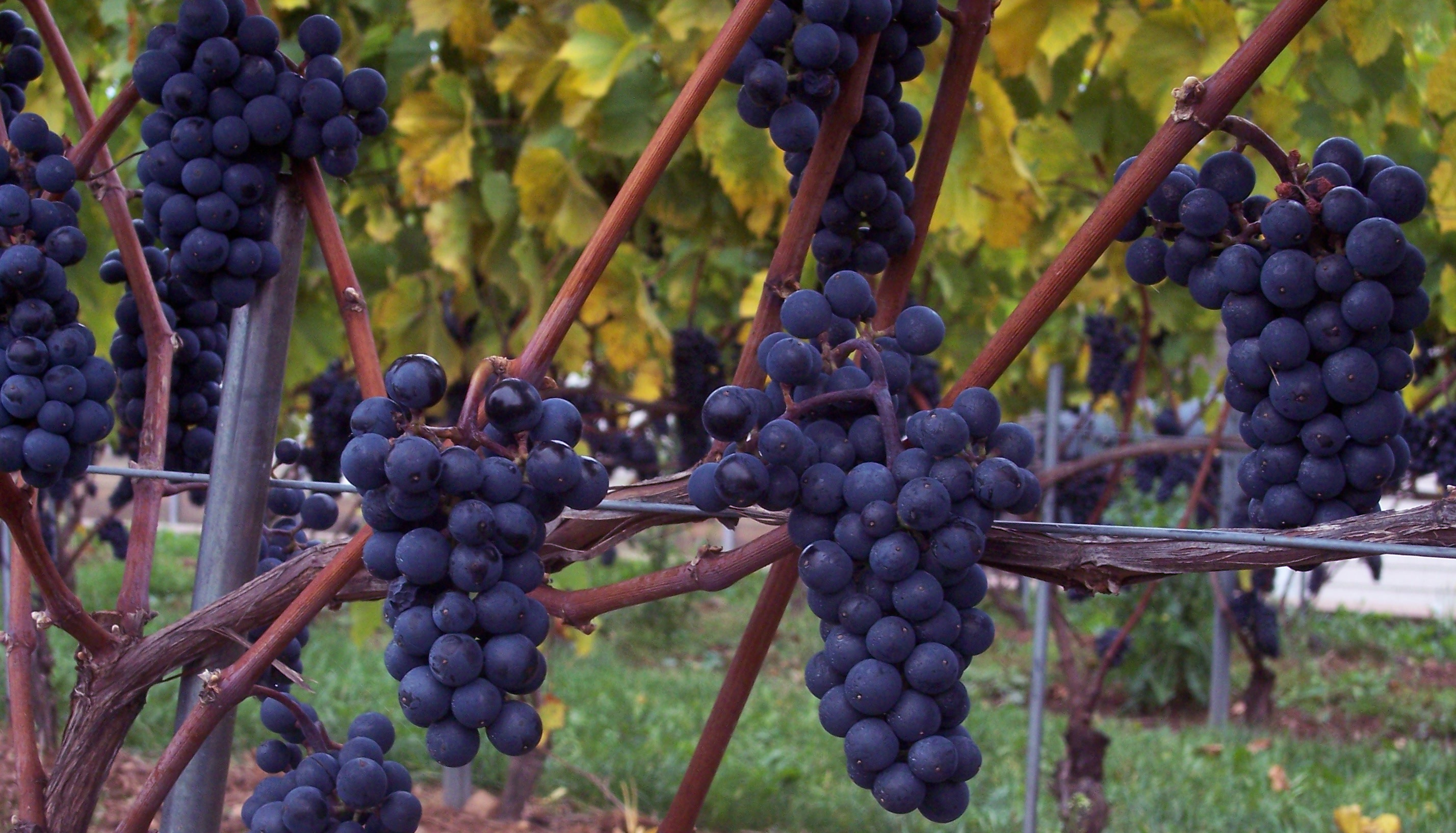
Maréchal Foch

Maréchal Foch [mareˈʃɐl ˈfɔʃ] ist eine Rotweinsorte. Sie wurde zu Beginn des 20. Jahrhunderts  durch den französischen Züchter Eugène Kuhlmann (1858–1932) im Elsass gezüchtet und zu Ehren von Ferdinand Foch (1851–1929) benannt. Maréchal Foch ist eine Kreuzung zwischen (Vitis riparia x Vitis rupestris) x Goldriesling.
Maréchal Foch ist früh reif, mit hoher Pilzresistenz gegen den Echten und Falschen Mehltau so wie auch gegen Botrytis cinerea. Somit kann weitgehend auf Pflanzenschutzmittel verzichtet werden. Diese Sorte ist somit speziell für kühlere Gegenden geeignet. Je nach Ausbau entsteht ein kräftiger Wein mit leichtem Fox-Ton.
Maréchal Foch war früher an der Loire weit verbreitet, heute sind nur mehr etwa 100 Hektar Rebfläche bestockt. Neben der Schweiz (Rebfläche 2018 rund 14,4 Hektar), wird sie im Staate New York in der Finger-Lakes-Region, in Michigan, Kalifornien  und in Kanada kultiviert. Da sie eine Hybridrebe ist, wurde der Anbau in Deutschland in den 1930er Jahren verboten; sie durfte nur im Versuchsanbau angebaut werden. Gemäß einem Dekret vom 18. April 2008 gehört die Rebsorte wieder zu den offiziell zugelassenen Rebsorten für den gewerblichen Anbau, da im Erbgut der Pflanze Anteile der Edelrebe Vitis vinifera enthalten sind.
Die Rebsorten Léon Millot, Lucie Kuhlmann und Maréchal Foch sind aus derselben Kreuzung hervorgegangen und sind demnach verwandt.
Abstammung: M.G.t 101-14 (Vitis riparia x Vitis rupestris) x Goldriesling. M.G.t 101-14 steht für 101-14 Millardet et de Grasset, die im Jahr 1882 von Pierre-Marie Alexis Millardet und Charles de Grasset gekreuzt wurde.
Synonyme:  Foch; Kuhlmann 188.2; Marschall Foch